# Arnaud Le Lan
Arnaud Le Lan (Pontivy, 22 de março de 1978) é um ex-futebolista francês que atuava como lateral-esquerdo. Seu ultimo clube foi o Lorient.